# Dwayne Dopsie
Dwayne Dopsie (Lafayette, 3 maart 1979) is een Amerikaanse zydeco-muzikant. Hij is de accordeonist en zanger van zijn band uit New Orleans, "Dwayne Dopsie and the Zydeco Hellraisers".

## Biografie
Dwayne Dopsie werd geboren als Dwayne Rubin, hij was de jongste zoon van Rockin' Dopsie, evenals hij een accordeonist en zanger. Hij begon wasbord te spelen op zesjarige leeftijd en accordeon op zevenjarige leeftijd, en trad tijdens zijn jeugd met zijn vader op op het podium van Mardi Gras en op televisie tijdens de rust van de Super Bowl, de finale van de Americanfootballwedstrijden.
Nadat Rockin' Dopsie in 1993 stierf, stopte Dwayne Dopsie met de middelbare school om zich fulltime met zydecomuziek bezig te houden. Hij richtte in 1999, toen hij negentien jaar oud was, zijn eigen band op, de "Zydeco Hellraisers", en in datzelfde jaar werd hij uitgeroepen tot "America's Hottest Accordionist" in een wedstrijd van de American Accordion Association.
In 2013 werkte Dopsie samen met Corey Ledet, Anthony Dopsie en Andre Thierry aan het album Nothin' But the Best, dat werd genomineerd voor een Grammy Award voor Beste Regionale Roots Muziekalbum. Dopsie ontving nog een nominatie in dezelfde categorie voor zijn album Top of the Mountain uit 2017. Dopsie speelt regelmatig op evenementen in New Orleans zoals tijdens Mardi Gras en op het Jazz & Heritage Festival. Hij heeft talloze tournees door de Verenigde Staten gedaan en heeft verschillende keren internationaal getoerd, waaronder optredens in Canada, Georgië en China. In 2018 tekende Dopsie bij Louisiana Red Hot Records, dat in juni 2019 zijn album Bon Ton uitbracht.

## Muziek
Dopsies stijl is geworteld in de zydeco maar bevat ook elementen van rock-'n-roll, rhythm and blues, blues en reggae.

## Zydeco Hellraisers-leden
Huidig
- Dwayne Dopsie - accordeon, zang
- Brandon David - gitaar, zang
- Percy Walker - drums
- Dion Pierre - bas
- Paul Lafleur - wasbord
- Tim McFatter - saxofoon

Oud-leden
- Alex MacDonald - wasbord, zang
- Calvin Sam - drums
- Carl Landry - saxofoon
- Shelton Sonnier - gitaar, zang
- Vincent Doucet - washboard
- Kipori Woods - gitaar
- Dee Fleming - drums
- Kevin Minor - drums
- Reggie Smith jr. - saxofoon

## Discografie
Studioalbums
- Now It Begins (1999)
- Dopsie Strikes (2001)
- Travelin' Man (2006)
- Up in Flames (2009)
- Been Good to You (2011)
- Calling Your Name (2015)
- Top of the Mountain (2017, Grammy-nominatie)
- Bon Ton (2019)

Livealbums
- Get Down! (2011)
- Dopsie's Got It (2014)